# Chrysotus edwadsi
Chrysotus edwadsi är en tvåvingeart som beskrevs av Van Duzee 1930. Chrysotus edwadsi ingår i släktet Chrysotus och familjen styltflugor. Inga underarter finns listade i Catalogue of Life.